# Gare de Zagórz
La gare de Zagórz (en polonais : Zagórz (stacja kolejowa)) est une gare ferroviaire polonaise, située sur le territoire de la ville de Zagórz.

## Histoire
La gare de Zagórze est mise en service en 1872, lors de l'ouverture à l'exploitation de la section Ustrzyki Dolne-Zagórz-Komańcza du chemin de fer de Vienne à Budapest.
Le 19 septembre 1880, l'empereur François-Joseph Ier, qui traverse la Galice à bord d'un train de la cour, passe par la gare et s'arrête pour rencontrer des fonctionnaires et des membres du public.
Le bâtiment de la gare est achevé en 1917.

## Service des voyageurs

### Accueil

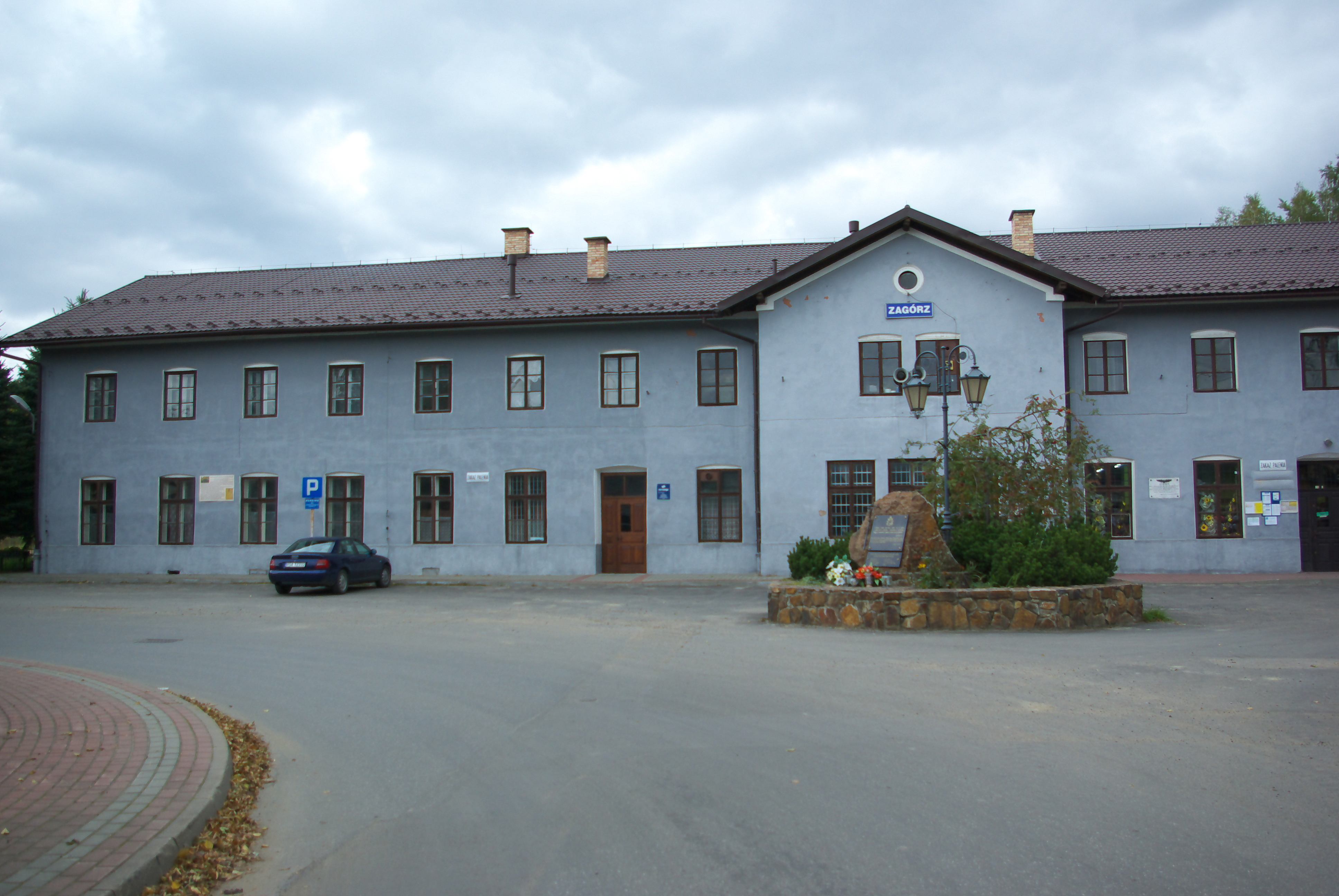
La gare,
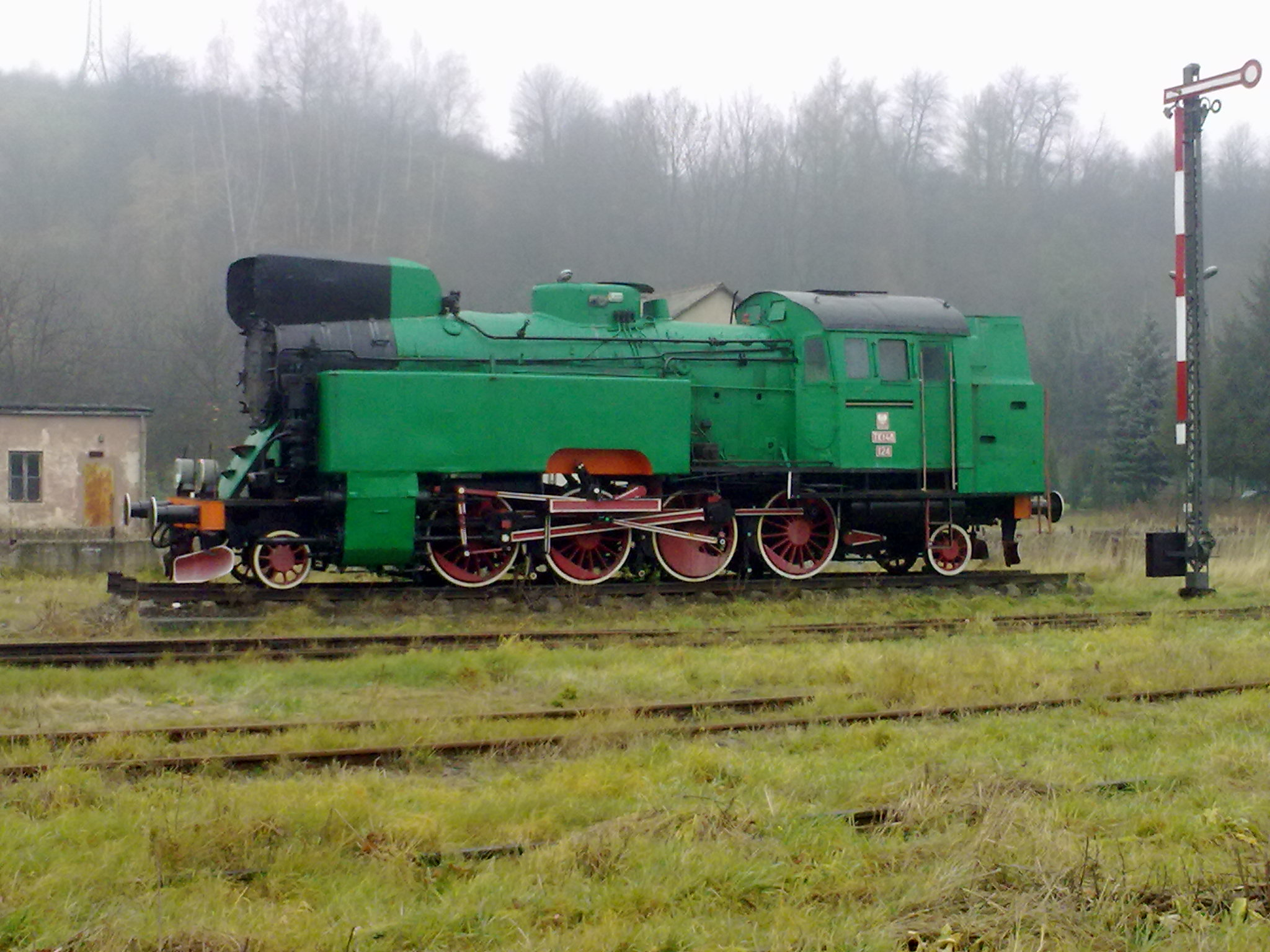
une TKt48-124 à vapeur.